# 시드니 하버 브리지

시드니 하버 브리지

시드니 하버 브리지(영어: Sydney Harbour Bridge)는 오스트레일리아 시드니에 있는 다리이다. 시드니 도심에 위치한 철제 아치교로, 세계에서 8번째로 긴 아치교이다.
시드니 중심상업지구와 북쪽해변 사이의 시드니항을 가로질러 철도, 차량, 자전거와 보행자의 통행을 담당하는 주 교량이며, 인접해있는 시드니 오페라 하우스와 함께 시드니와 오스트레일리아를 대표하는 상징물이다. 아치교 특유의 디자인으로 인해 시드니 지역 사람들에게는 "옷걸이(The Coat Hanger)"라는 애칭으로 불리기도 한다.

## 역사
1923년 7월 28일 착공을 시작하여 8년이 넘는 공사 기간 끝에 1930년 10월에 아치 구조물이 완공되었으며 1932년 1월 19일 최종 완공 이후 1932년 3월 19일에 개통되었다.
£10,057,170.7s.9d에 달하는 건축 비용은 초기에는 영국으로부터 차관을 들여와 건설을 시작하였고 개통 후에는 통행료를 징수하여 건축에 사용했던 빚을 갚는 데 사용하였다.
1988년 건설에 투입된 모든 빚을 청산하였지만 다리의 유지 보수와 교통을 분산하기 위해 만든 해저 터널(하버 터널 - 1992년 완공)의 공사, 유지 비용 충당을 위해 여전히 통행료를 징수하고 있다.
8년이 넘는 건설 기간 동안 해마다 1,500명 이상의 고용이 이루어졌으며 근로자 열여섯 명이 건설 도중 목숨을 잃었지만 노동자 계층을 대공황으로부터 구제한 역할을 했다는 측면에서 큰 의미가 있다.
건설에 사용한 철강의 79%는 영국에서 수입되었으며 나머지는 국내에서 충당했다.

## 주요 지표

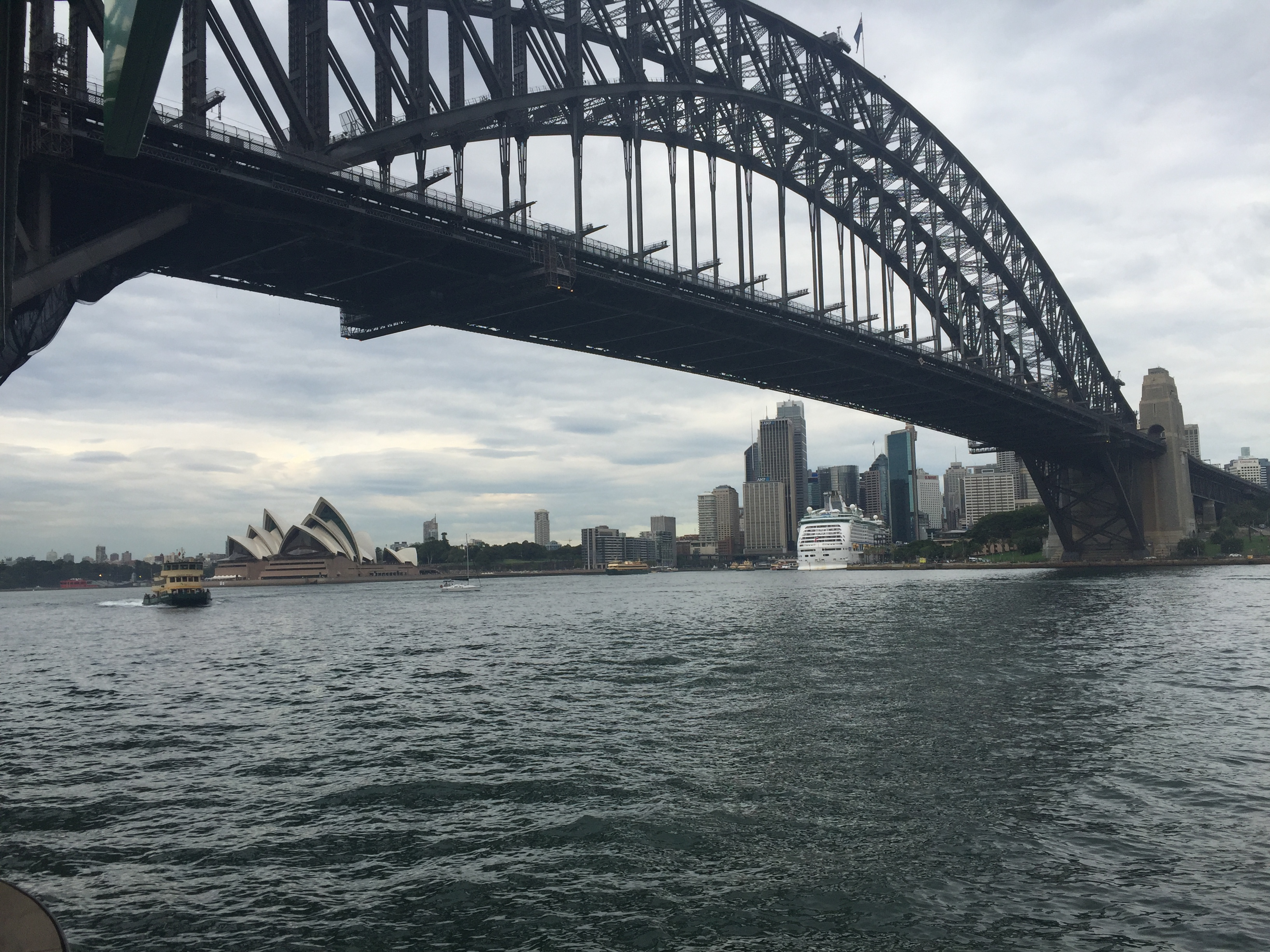
하버 브리지와 오페라 하우스

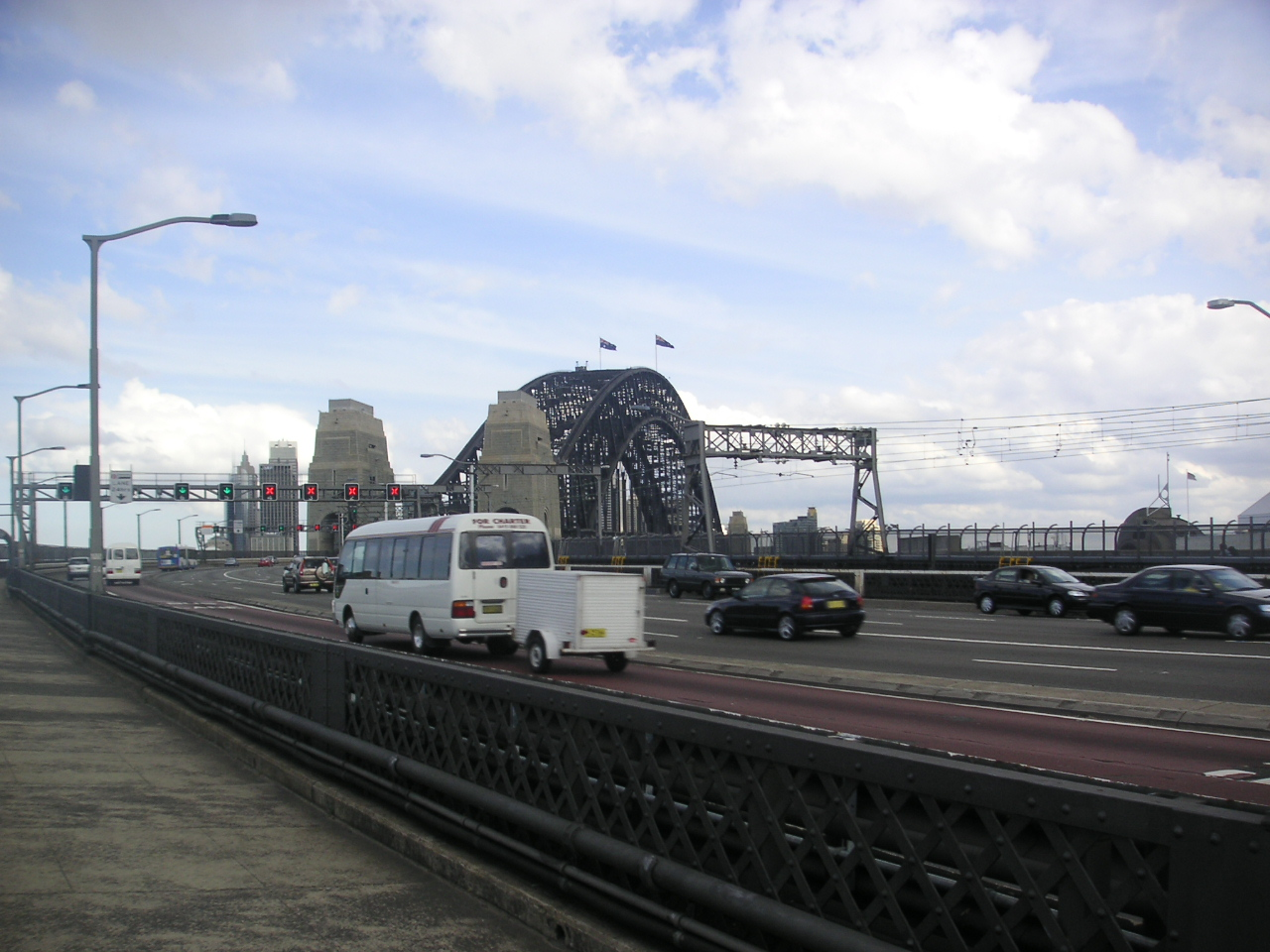
하버 브리지를 건너는 차량

### 수치
- 전체 길이 - 1,149m (아치부분 길이 - 503m)
- 높이 - 134m
- 폭 - 59m
- 건설에 사용된 철강의 양 - 38,390톤
- 건설 비용 - £10,057,170.7s.9d (£6,250,000 - 오스트레일리아 (구)파운드)

## 행사
- 매년 1월 1일 0시가 되면 달링 하버와 오페라 하우스 및 하버 브리지 주변에서 세계에서 가장 규모가 큰 새해맞이 불꽃놀이가 벌어진다.
- 매년 9월에는 시드니 선 해럴드가 주관하는 마라톤 대회가 벌어진다.
- 2007년 1월 1일 새해맞이 불꽃놀이 행사와 3월 18일 하버 브리지 완공 75주년(다이아몬드 기념일)을 기념해 걷기 행사 등 많은 기념행사들이 벌어졌다.

## 미디어
- KBS 1TV : 《걸어서 세계속으로》